# 凯努瓦勒蒙唐
凯努瓦勒蒙唐（法語：Quesnoy-le-Montant，法語發音：[kenwa lə mɔ̃tɑ̃]）是法国上法蘭西大區索姆省的一个市镇，属于阿布维尔区。

## 地理
凯努瓦勒蒙唐（50°6'33"N, 1°41'15"E）面积7.04 平方千米，位于法国上法蘭西大區索姆省，该省份为法国北部沿海省份，北起加来海峡省和北部省，西接滨海塞纳省和大西洋英吉利海峡，南至瓦兹省，东临埃纳省。
与凯努瓦勒蒙唐接壤的市镇（或旧市镇、城区）包括：维默地区阿舍、卡翁、弗朗勒、米亚奈、蒙斯布贝尔、赛涅维尔。
凯努瓦勒蒙唐的时区为UTC+01:00、UTC+02:00（夏令时）。

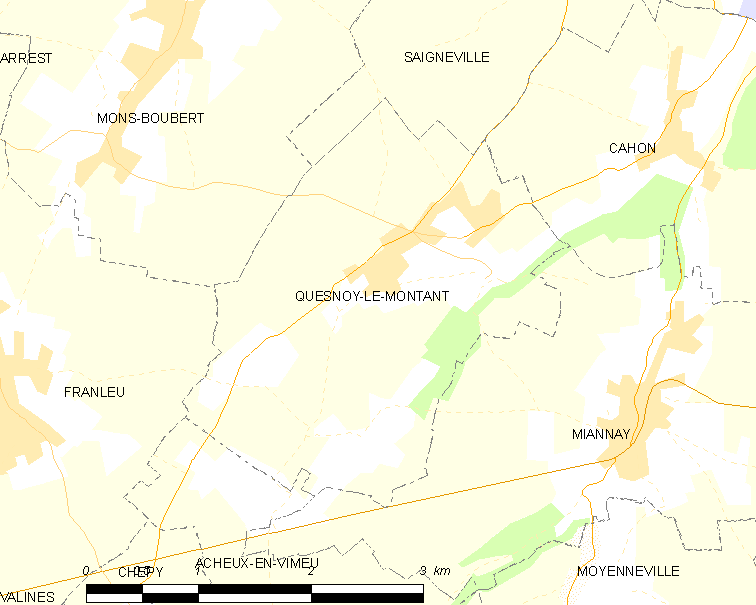
凯努瓦勒蒙唐的OSM定位图

## 行政
凯努瓦勒蒙唐的邮政编码为80132，INSEE市镇编码为80654。

## 政治
凯努瓦勒蒙唐所属的省级选区为阿布维尔第二县。

## 人口

1962-2008年间凯努瓦勒蒙唐人口变化图示

凯努瓦勒蒙唐于2022年1月1日时的人口数量为525人。